# Jean-Marie Éléonore Destabenrath
Jean Marie Eléonore Léopold de Stabenrath, né le 13 avril 1770 à Gournay-en-Bray (Seine-Maritime), mort sur sa terre de Bruquedalle le 12 novembre 1853, est un général français de la Révolution et de l’Empire.

## Biographie

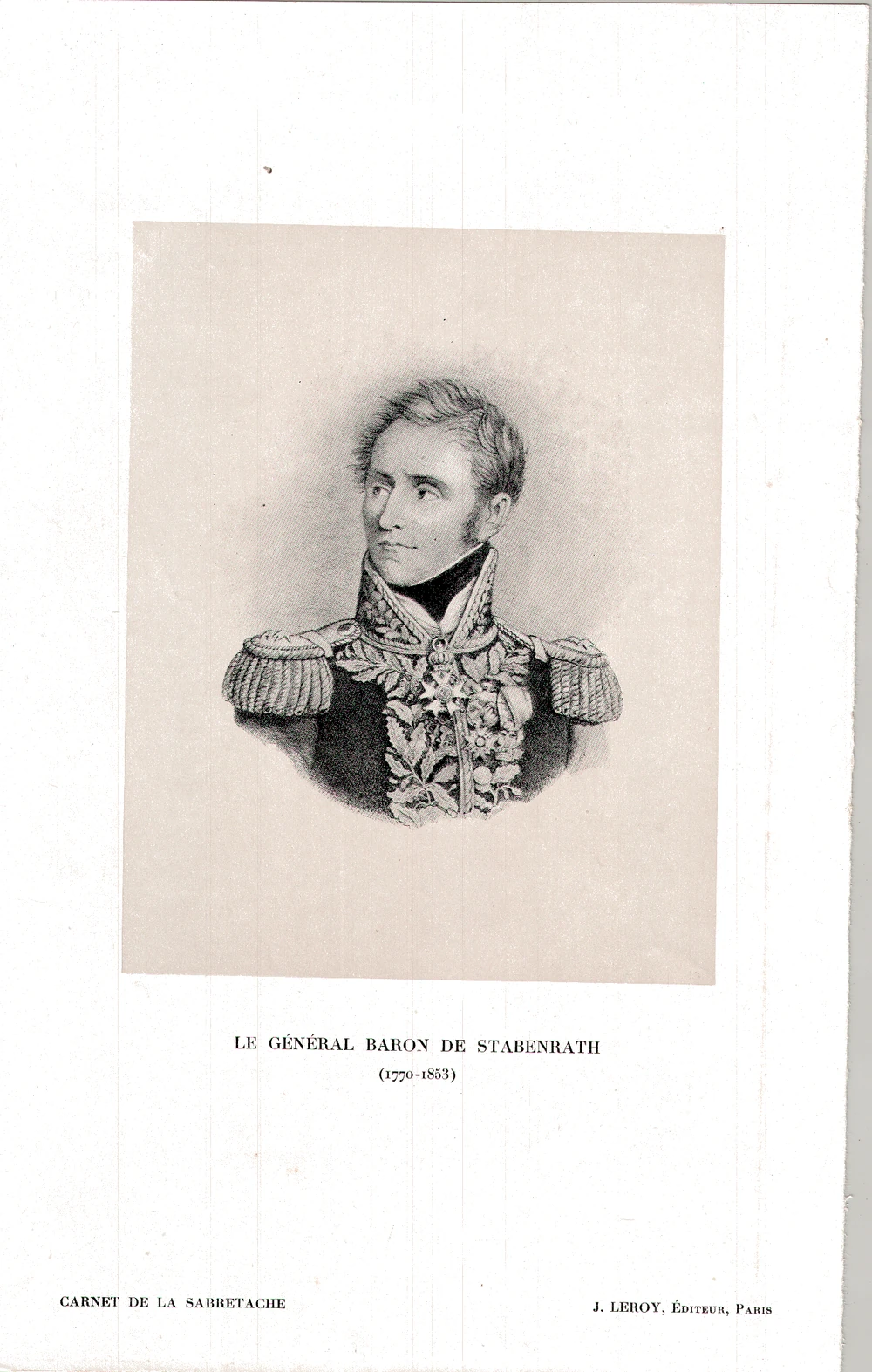
Portrait du général baron de Stabenrath

Il entre en service le 1er janvier 1792, comme sous-lieutenant au 70e régiment d’infanterie de ligne, il passe lieutenant le 14 janvier 1793. Au mois de mai suivant, il devient adjoint provisoire à l’état-major de l’armée d’Italie, et adjudant-général chef de bataillon provisoire le 27 décembre 1793.
Le 29 août 1794, il est confirmé dans son grade, et le 13 juin 1795, il est nommé adjudant-général chef de brigade. Il participe aux campagnes de 1792 à 1795 exclusivement à l’armée d’Italie et des Pyrénées-Orientales. À la dissolution de cette dernière, il est affecté à la 8e division militaire, par lettres de service en date du 12 octobre 1795.
Le 31 août 1797, il prend provisoirement le commandement de la place de Marseille, puis il est employé dans la 7e division militaire par lettres de service du 17 février 1798, et il passe le 19 février 1799 dans la 6e division militaire. Courant 1799, il est fait chef de l’état-major de la division du général Richepanse, à l’armée d’Italie alors commandée par le général en chef Championnet, et quand cette division exécute sa retraite par la vallée du Tanaro, il contribue par son activité et son zèle au succès de cette périlleuse retraite. Il a déjà pris une part très active aux combats de Borgo San Dalmazzo le 10 novembre 1799, de Robilante le 11 novembre 1799, et de Vernante le 15 novembre 1799. 
Par lettres de service du 13 mars 1800, il est employé à l’état-major de l’armée de réserve d’Italie, il se trouve le 14 juin 1800 à la bataille de Marengo, y combat avec distinction et y mènera la charge de la garde consulaire et tiendra face à plusieurs charges de la cavalerie autrichienne. Il est désigné le 15 juin 1800, dans l’article 12 de la convention stipulée par les généraux français et autrichiens pour être l’un des commissaires de l’armée française chargés de pourvoir à l’exécution des articles de cette convention. Le 20 juillet 1800, il est employé à l’armée de réserve de Dijon, devenue Armée des Grisons, où il seconde puissamment les opérations menées par le général Macdonald dans le passage du Splügen au mois de décembre 1800. Lors de la suppression de l’armée des Grisons le 19 mai 1801, il est maintenu en activité auprès du corps de troupes stationné en Helvétie. 
Le 4 octobre 1801, il est employé dans la 8e division militaire comme commandant du département du Vaucluse, il passe au camp de Compiègne le 2 novembre 1803, puis à celui de Boulogne, où il a le bras cassé lors d’une reconnaissance en 1804. Le 5 février 1804, il est fait chevalier de la Légion d’honneur, et officier de cet ordre le 14 juin suivant.
En décembre 1805, il est désigné pour servir dans la 3e division du 6e corps de la Grande Armée, et en décembre 1806, il passe chef d’état-major de la 1re division du 4e corps, puis sous-chef de l’état-major général de ce corps d’armée le 1er mai 1807. Il est promu général de brigade le 11 juillet 1807 et le 15 novembre suivant, il prend le commandement d’une brigade du 4e corps d’armée. Il est créé baron de l’Empire le 29 juin 1808. Le 1er novembre 1808, il passe à l’armée du Rhin (devenue armée d’Allemagne), et il est fait commandeur de la Légion d’honneur le 23 avril 1809. Il rentre en France comme disponible le 28 août 1809. 
Pendant les campagnes de 1805 à 1809, il sert avec beaucoup de distinction dans les corps d’armées commandés par les maréchaux Lannes, Masséna et Davout, il participe aux batailles d’Ulm le 14 octobre 1805, d’Iéna le 14 octobre 1806, d’Eylau le 8 février 1807, d’Heilsberg le 10 juin 1807 et de Königsberg le 16 juin 1807. Il est blessé à la bataille d’Heilsberg. 

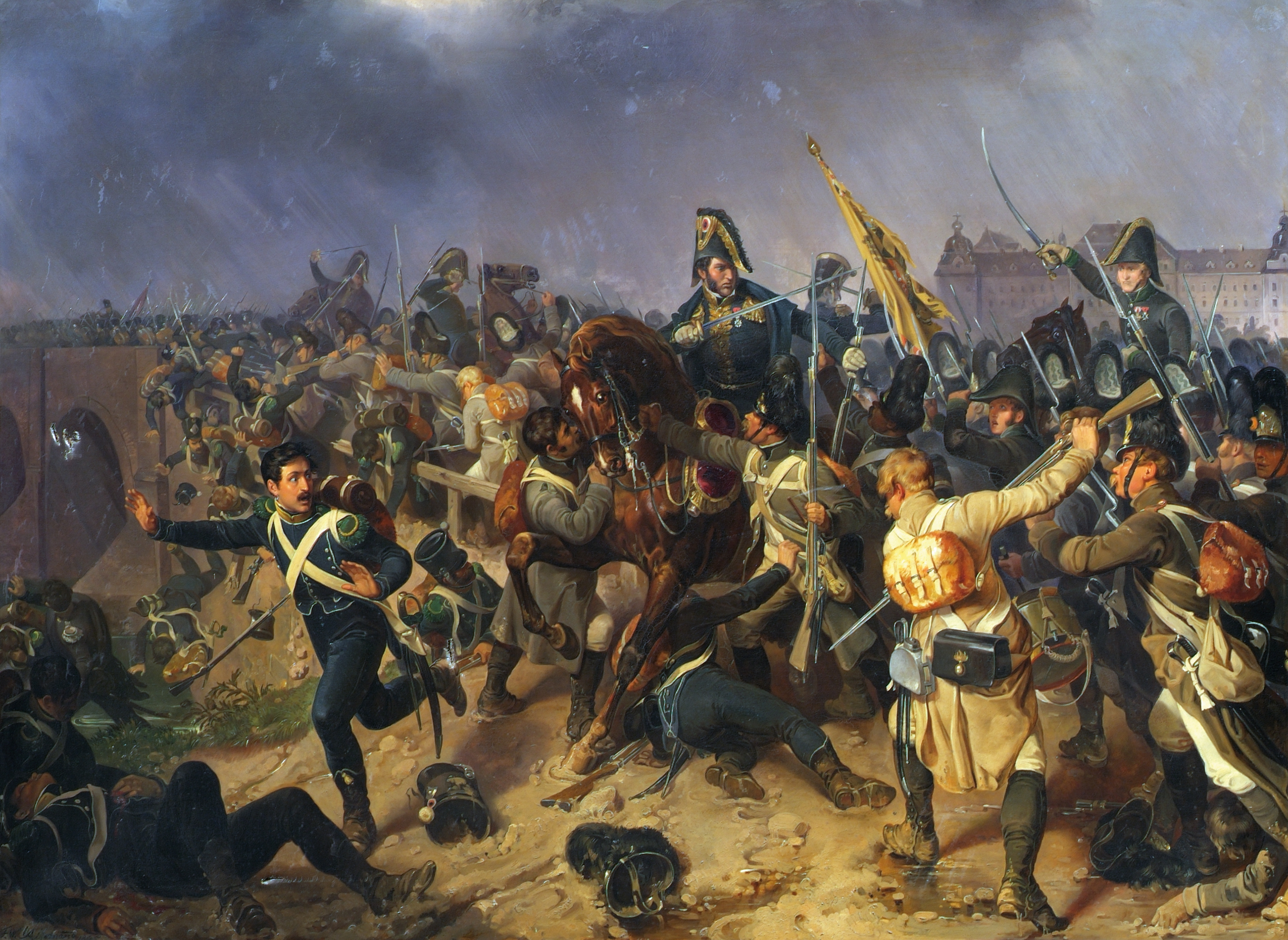
Le général de Stabenrath à la bataille de Znaïm

En 1809, pendant la campagne d'Autriche, il mène vaillamment sa brigade composée de trois régiments d’infanterie de ligne, lors des batailles de Thann le 19 avril 1809 et d’Eckmühl le 22 avril 1809, à la prise de Ratisbonne le 23 avril et de Vienne le 14 mai. Il est aussi à la bataille mémorable d’Essling les 21 et 22 mai, aux combats d’Enzersdorf le 5 juillet, de Wagram le 6 juillet, et de Znaïm les 10 et 11 juillet, où il reçoit cinq coups de sabre, dont un très grave au bras gauche. 
Le 5 décembre 1809, il est nommé commandant du département de la Seine-Inférieure, puis il passe à Tours, le 4 octobre 1810 au commandement de la 3e brigade de la division Caffarelli et de là au commandement du département de l’Escaut le 21 novembre 1810. 
Le 3 juin 1812, il est employé à la 1re division d’infanterie de réserve de la Grande Armée, et le 23 juillet 1812, il prend le commandement provisoire de la place de Spandau en Prusse. Il est confirmé dans son commandement le 2 août 1812 et le 18 octobre suivant, il commande la ville de Berlin. Le 29 décembre 1812, il est de retour en France et il est nommé commandant du département de la Frise le 17 février 1813. Il est mis en disponibilité le 21 juillet 1813, et le 19 novembre suivant, Napoléon lui confie le commandement du département de la Seine-Inférieure.

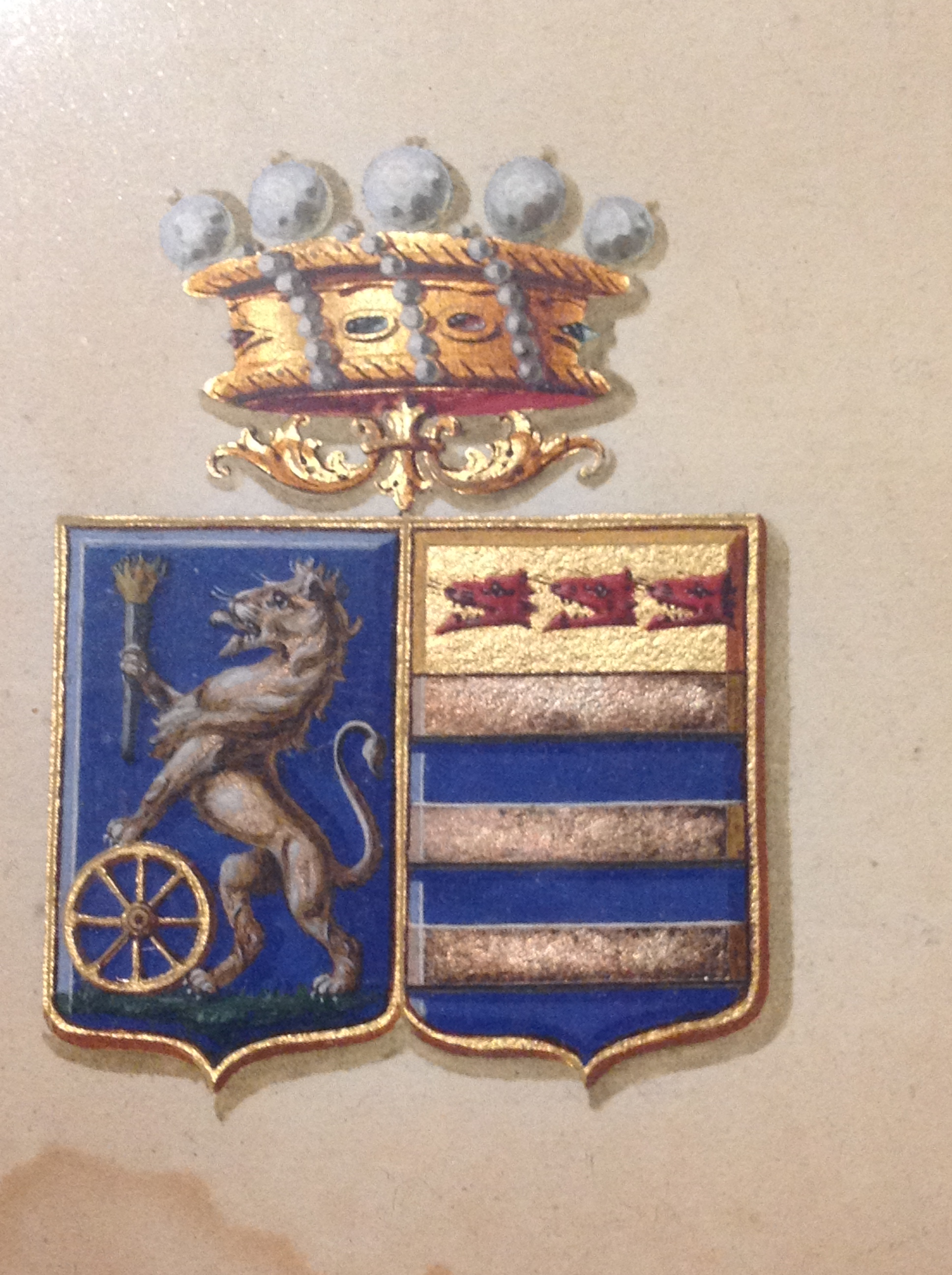
Blason de la famille de Stabenrath

En 1814, le roi Louis XVIII, le maintient dans son commandement et le 19 juillet, il le fait chevalier de Saint-Louis. Le 15 avril 1815, Napoléon le confirme dans sa fonction, et après le retour du roi le 8 août 1815, il est de nouveau maintenu à son poste.
Le 10 février 1816, il est mis en non activité et le 10 août 1816, on lui donne le commandement du département de la Mayenne. Cette même année, il est élu candidat à la chambre des députés par l’arrondissement de Neufchâtel-en-Bray (Seine-Inférieure). Le 1er décembre 1817, il est admis au traitement d’expectative et il reçoit le 30 décembre 1818, le commandement de la 1re subdivision de la 4e division militaire. Il est compris dans le cadre d’organisation de l’état-major général en 1818.
En 1822, il continue d’être pourvu du commandement de la 1re subdivision de la 4e division militaire à Tours. Il est mis en disponibilité le 11 août 1830 et admis à la retraite le 1er mai 1832. Il est admis dans la section de réserve de l’état-major général le 26 décembre 1852. 
Il meurt le 12 novembre 1853 à Bruquedalle.

## Distinctions
- Commandeur de la Légion d'honneur (23 avril 1809)
- Chevalier de l'ordre royal et militaire de Saint-Louis (19 juillet 1814)

## Dotation
- Le 17 mars 1808, donataire d’une rente de 4 000 francs sur le Trasimène.

## Armoiries
| Figure | Nom du baron et blasonnement |
| ------ | --- |
|        | Armes du baron Jean-Marie Eléonore de Stabenrath et de l'Empire, décret du 19 mars 1808, lettres patentes du 29 juin 1808, commandeur de la Légion d'honneur D’azur, au chevron d’or accosté de deux lions contrerampant du même ; au franc canton à sénestre de gueules à l'épée en pal d'argent. |

## Sources
- (en) « Generals Who Served in the French Army during the Period 1789 - 1814: Eberle to Exelmans »
- Thierry Pouliquen, « Les généraux français et étrangers ayant servis [sic] dans la Grande Armée » (consulté le 28 août 2013)
- « Cote LH/759/67 », base Léonore, ministère français de la Culture
- Baptiste-Pierre Courcelles, Dictionnaire historique et biographique des généraux français depuis le onzième siècle jusqu'en 1822, l’Auteur, 1822, 452 p. (lire en ligne), p. 242.
- Vicomte Révérend, Armorial du Premier Empire, tome 4, Honoré Champion, libraire, Paris, 1897, p. 265.